# Bakati’ jezik
Bakati’ jezik (bakati nyam, bakati riok, bakatiq, bekati; ISO 639-3: bei), austronezijski jezik skupine land dayak, kojim govori 4 000 ljudi (1986 UBS) na zapadu otoka Borneo u Indoneziji.
S druga dva bakati' jezika rara bakati’ i sara bakati’, čini jezičnu podskupinu bakati’

## Vanjske poveznice
- Ethnologue (14th)
- Ethnologue (15th)